# Сом-плоскоголовик
Сом-плоскоголовик (лат. Phractocephalus hemioliopterus) — вид лучепёрых рыб из семейства пимелодовых отряда сомообразных.
Представители вида достигают в длину двух метров и более и веса до 80 кг. Рыба способна издавать трубные звуки, похожие на рёв слона, разносимые на расстояние до ста метров. Принцип создания звука — сом выталкивает смесь воды и воздуха через плотно сомкнутые жаберные щели. Вероятно, это способ отпугивания хищников. Обитает только в пресной воде в бассейнах рек Ориноко, Амазонка и Эссекибо.
Несмотря на то, что сом-плоскоголовик является единственным существующим на данный момент представителем рода Phractocephalus, есть и другие виды, существовавшие в раннем миоцене. Phractocephalus nassi был описан в 2003 году и его происхождением была Венесуэла. О другом, неописанном виде было известно, что он прекратил своё существование в Бразилии, штат Акри. Его возраст оценивается в как минимум 13,5 млн лет.